# Katholieke Kerk in Namibië

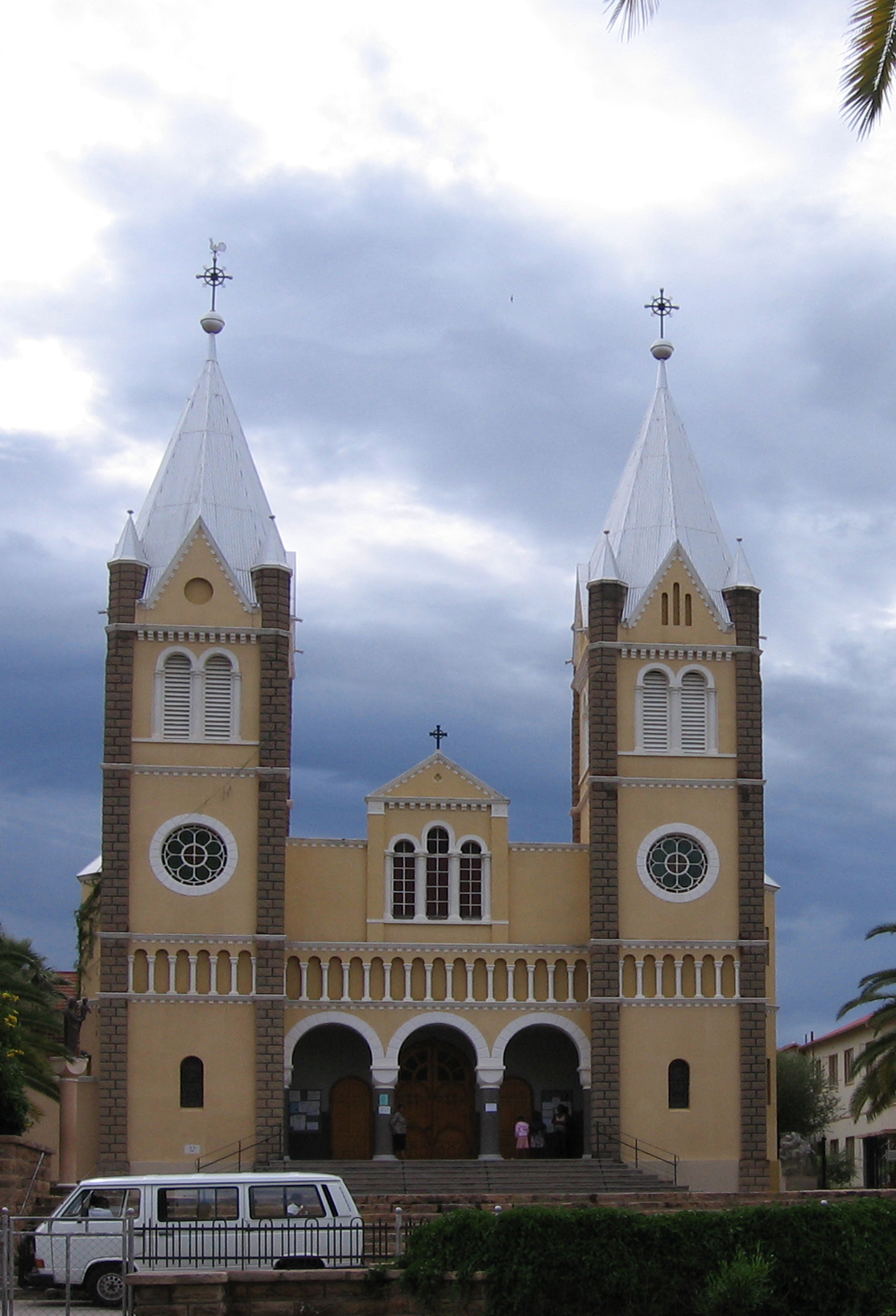
Sint-Mariakathedraal (Windhoek)

De Katholieke Kerk in Namibië is een onderdeel van de wereldwijde Katholieke Kerk, onder het geestelijk leiderschap van de paus en de curie in Rome.
In 2005 waren ongeveer 367.000 (19%) inwoners van Namibië katholiek. Namibië bestaat uit een enkele kerkprovincie met twee bisdommen, waaronder een aartsbisdom, en een apostolisch vicariaat. De bisschoppen zijn lid van de bisschoppenconferentie van Namibië. President van de bisschoppenconferentie is Liborius Ndumbukuti Nashenda, aartsbisschop van Windhoek. Verder is men lid van de Inter-Regional Meeting of Bishops of Southern Africa en de Symposium des Conférences Episcoaples d’Afrique et de Madagascar.
Apostolisch nuntius voor Namibië is aartsbisschop Henryk Mieczysław Jagodziński, die tevens nuntius is voor Botswana, Lesotho, Swaziland en Zuid-Afrika.

## Geschiedenis
De eerste katholieke missionarissen in Zuidwest-Afrika waren oblaten in 1896. Zij kregen van de Duitse overheid toelating om missiewerk te verrichten onder de blanken en onder de zwarten, op voorwaarde dat er nog geen protestantse zending was gevestigd. De eerste missieposten werden geopend in Windhoek en Swakopmund. Daarna volgden de missieposten van Aminuis en Epukiro. Na 1905 gaf de overheid toelating om missieposten te openen bij de Herero en de Damara, in Doebra, Gobabis, Usakos, Omaruru en Okombahe. Na verschillende mislukte pogingen werd ook een eerste missiepost in Kavango opgericht, in Nyangana in 1910. Nog voor de Eerste Wereldoorlog werden missieposten geopend in Grootfontein, Tsumeb, Kokasib en Warmbad in het noorden en Gabis, Keetmanshoop, Luederitz en Gibeon in het zuiden. 
De oorlog verstoorde het missiewerk sterk maar de Zuid-Afrikaanse overheid stond na de oorlog toe dat de aanwezige missionarissen bleven. In 1924 werd een eerste missiepost geopend in Owambo in Ukuambi en later in Umbalantu en Okatana. In 1926 werd de apostolische prefectuur Beneden-Cimbebasia verheven tot het apostolisch vicariaat Windhoek en in 1930 werd de apostolische prefectuur Sreat Namaqualand het apostolisch vicariaat Keetmanshoop. Tijdens de Tweede Wereldoorlog kon de missie ongestoord worden verdergezet en werden missieposten geopend in Caprivi, Stampriet, Witkrans, Aroab en Mariental.
De invoering van de apartheid in 1948 had wel een weerslag op het missiewerk. Aanvankelijk betoonde de katholieke kerk zich erg voorzichtig aangaande deze politiek en de roep om onafhankelijkheid, maar dit veranderde in de jaren 1970-80. Na de onafhankelijkheid onderhield de katholieke kerk goede relaties met de overheid. In 1994 volgde een grondige reorganisatie met de oprichting van aartsbisdom, bisdom en het apostolisch vicariaat Rundu.

## Bisdommen
- Aartsbisdom Windhoek
  - Bisdom Keetmanshoop
  - Apostolisch vicariaat Rundu

### Ligging bisdommen binnen Namibië

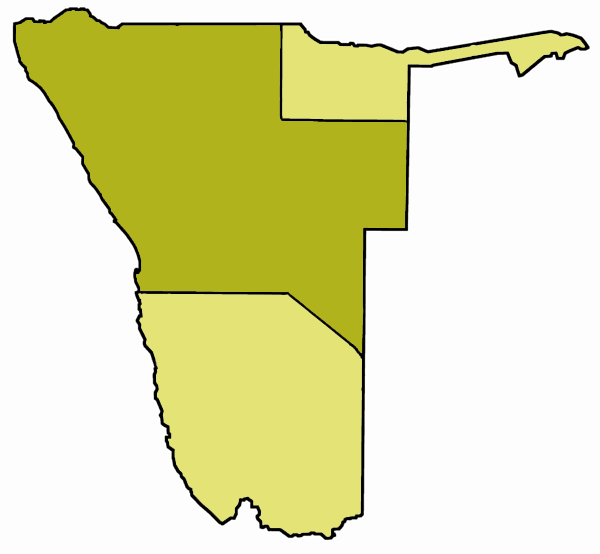
Aartsbisdom Windhoek
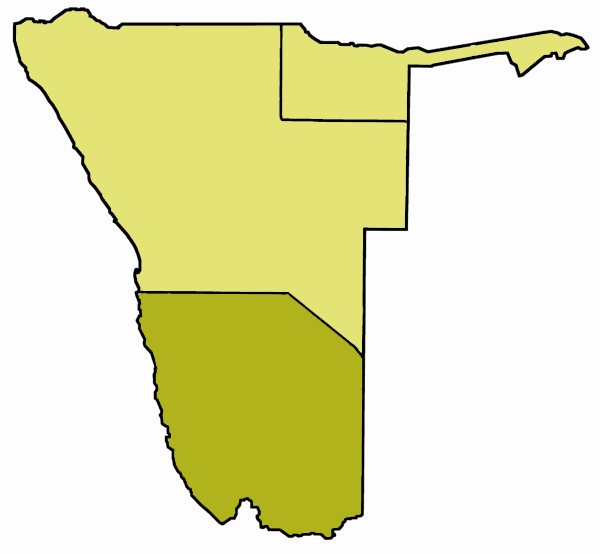
Bisdom Keetmanshoop
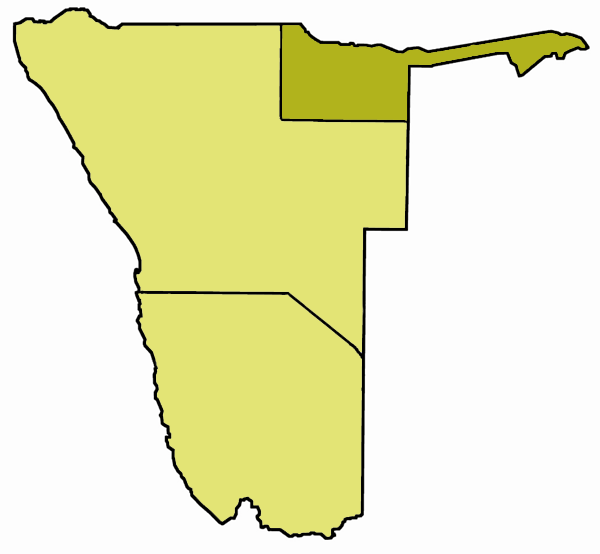
Apostolisch vicariaat Rundu

## Nuntius
- Apostolisch nuntius
  - Aartsbisschop Ambrose Battista De Paoli (18 maart 1996 – 11 november 1997)
  - Aartsbisschop Manuel Monteiro de Castro (2 februari 1998 – 1 maart 2000)
  - Aartsbisschop Blasco Francisco Collaço (24 mei 2000 – 17 augustus 2006)
  - Aartsbisschop James Patrick Green (17 augustus 2006 – 10 maart 2012)
  - Aartsbisschop Mario Roberto Cassari (10 maart 2012 – 22 mei 2015)
  - Aartsbisschop Peter Bryan Wells (13 februari 2016 – 8 februari 2023)
  - Aartsbisschop Henryk Mieczysław Jagodziński (19 juli 2024 – heden)